# Abraham (król Makurii)
Abraham (VIII w.) –‬‭ król Makurii w Nubii panujący w I połowie VIII wieku.
Był następcą Szymona. Podobnie jak o innych władcach nubijskich z tego okresu niewiele o nim wiadomo. Wiadomości o nim znajdują się w Historii Patriarchów Aleksandrii Sewera ibn al-Mukaffy (ostatnie badania odrzuciły pogląd o jego autorstwie). Został obalony i wygnany na wyspę w środku Nilu. Jego następcą był Markos. 